# Фёлькерзам, Вилим Вилимович фон
Вилим Вилимович фон Фёлькерзам (1712—1791) — русский артиллерии генерал-аншеф, из лифляндского рода Фёлькерзам, сын капитана, поступившего в русскую службу в 1725 году.

## Биография
Был зачислен 31 марта 1726 года бомбардиром в осадную артиллерию. В чине штык-юнкера в 1734 году он участвовал при взятии Данцига и в польском походе 1735 года. Получив вслед за тем, в 1755 году, чин подполковника, с началом Семилетней войны, выступил с артиллериею генерала Гольмера в пределы Пруссии и находился в сражении 19 августа 1757 года при деревне Гросс-Егерсдорфе и в действиях русских войск в пределах Померании и Бранденбургии (1758).
Оставаясь при походной армии до заключения мира с Пруссиею, 24 апреля 1762 года, Фёлькерзам, за отличие во многих делах кампании, в том числе при взятии Кольберга, произведён 21 сентября 1759 года в генерал-майоры и с 1760 года был определён к командованию артиллерийским корпусом и крепостями, расположенными по Висле. 22 сентября 1764 года Фёлькерзам, с производством в чин генерал-поручика, был назначен командиром Лифляндского и Финляндского артиллерийского департамента и в этой должности находился до 21 апреля 1773 года, когда с чином генерал-аншефа, «в рассуждение долговременной и беспорочной службы», был уволен в отставку.
Был награждён 22 сентября 1766 года орденом Св. Анны 1-й степени.